# Karl Pischl
Karl Pischl (* 30. Juni 1940 in Innsbruck) ist ein ehemaliger österreichischer Politiker (ÖVP) und Landesbeamter. Pischl war von 1972 bis 1979 Mitglied des Bundesrates und von 1979 bis 1990 Abgeordneter zum österreichischen Nationalrat.
Pischl besuchte von 1946 bis 1951 die Volksschule und im Anschluss bis 1955 die Hauptschule. Er arbeitete von 1958 bis 1960 im Dienst der Österreichischen Post und trat 1961 in den Dienst der Tiroler Landesregierung. Zudem absolvierte er zwischen 1961 und 1964 die Externistenmatura und legte zwischen 1964 und 1965 die Staatsverrechnungsprüfung ab. Pischl wechselte 1966 beruflich zur Landesgruppe Tirol des Österreichischen Wirtschaftsbunds und war ab 1973 wieder am Amt der Tiroler Landesregierung beschäftigt. 1991 stieg er zum Leiter des Familienreferates auf, 1987 wurde er zum Amtsdirektor, 1997 zum Professor ernannt.
Pischl engagierte sich ab 1961 als Mitglied des ÖAAB Tirol und der Jungen Volkspartei (JVP) und hatte zwischen 1967 und 1970 die Funktion des Bezirksobmanns der JVP Innsbruck-Land inne. Zwischen 1970 und 1976 wirkte er als Landesobmann der JVP Tirol. Er war zudem von 1979 bis 1991 Bildungsreferent der ÖVP Tirol 1979–1991, von 1976 bis 1985 stellvertretender Bezirksparteiobmann der ÖVP Innsbruck-Land und zwischen 1985 und 1997 Bezirksobmann des ÖAAB Innsbruck-Land. Er vertrat die ÖVP zwischen dem 24. November 1972 und dem 4. Juni 1979 im Bundesrat und wechselte danach für die Zeit vom 5. Juni 1979 und dem 4. November 1990 in den Nationalrat. Zwischen dem 5. April 1994 und dem 30. November 1997 war er erneut Mitglied des Bundesrates. 

## Auszeichnungen
- Großes Goldenes Ehrenzeichen für Verdienste um die Republik Österreich
- Großes Silbernes Ehrenzeichen für Verdienste um die Republik Österreich
- Verdienstkreuz des Landes Tirol
- Ehrenzeichen des Landes Tirol